# Olgierd
Olgierd (en lituanien Algirdas ; en russe Ольгерд), né en 1296, fut grand-duc de Lituanie, de 1345 à 1377. Avec l'aide de son frère Kęstutis, il étendit la Lituanie des États baltes actuels à la mer Noire et jusqu'aux portes de Moscou. 

## Biographie
Olgierd est l'un des sept fils du grand-prince Ghédimin ou Gediminas (*vers 1275-1341). Gediminas avait partagé son royaume entre son fils cadet Jaunutis, mis en possession de la capitale, Vilnius, Olgierd recevant la partie orientale, tandis que la partie occidentale revenait à Kęstutis. Mais ce partage féodal affaiblit d'abord le royaume face aux chevaliers de l'Ordre Teutonique au nord-ouest, la Horde d'Or au sud-est, la Pologne à l'ouest et la Moscovie à l'est. 
En 1345, grâce au dévouement de Kęstutis, Olgierd, caractérisé par une grande sagacité politique, détrône d'abord Jaunutis, son plus jeune frère, jugé incompétent face à la politique agressive de l'Ordre Teutonique et partage d'abord le pouvoir avec Kestutis sous le titre de duc de Vitebsk pendant plus de 20 ans. Soucieux de continuer l'œuvre de son père, il consacre les années suivantes à l'expansion du territoire et portera ensuite le titre de grand-duc de Lituanie.
Olgierd reprend le duché de Samogitie à l'ordre Teutonique, jugé responsable de la mort de son père, et la Podolie aux Tartares du Dniepr. Battu et fait prisonnier par les Chevaliers teutoniques, il parvient à leur échapper, et reprend la lutte pour empêcher ledit ordre de se consolider. Il perd cependant la Volhynie, la Podolie, les palatinats de Brzesc et de Belz, que lui ravissent les Polonais.
En 1362, il défit trois hordes de Mongols en Podolie et sur le Dniepr (bataille des Eaux Bleues), puis pilla et détruisit Cherson. Il dirigea contre la Russie trois expéditions dont deux en 1367 pour soutenir Michel II de Tver contre Dmitri. Il envahit ensuite la Prusse, en 1370, mais perdit la bataille de Rudau (en), ce qui entraîna l'occupation de Vilnius par les Allemands (pris au sens des membres teutons de l'ordre).
Olgierd a tenu bon face aux appétits des royaumes voisins, gagnant en influence et territoire aux dépens de Moscou et de la Horde d'Or et étendant les frontières du grand-duché de Lituanie jusqu'à la mer Noire. Son action principale fut la sécurisation des terres de l'ancienne Rus' de Kiev. Olgierd occupa les principautés de Smolensk et de Briansk en Russie occidentale. Bien qu'il ait organisé l'élection de son fils André comme Prince de Pskov et qu'une puissante minorité de citoyens de la République de Novgorod l'ait soutenu contre la Moscovie, son gain commercial restait moindre et ses assises précaires. Ses relations avec les grands ducs de Moscovie étaient généralement amicales (comme en témoignent ses mariages avec deux princesses russes orthodoxes), mais cela ne l'empêcha pas de tenter de prendre Moscou par deux fois, en 1368 et 1370 pendant la guerre lituano-moscovite (en) (1368-1372). 
Un exploit important fut sa victoire sur les Tatars en Ukraine, lors de la bataille des Eaux Bleues au sud du Bug en 1362, qui provoqua la chute des Kipchaks et obligea le khan à se retirer en Crimée. 
Olgierd mourut en 1377, laissant douze fils dont les plus célèbres sont Švitrigaila et Jogaila qui se convertit au catholicisme, monta sur le trône polonais et fonda la dynastie qui gouverna la Lituanie et la Pologne pendant près de 200 ans.

## Personnalité et religion
Encore aujourd'hui, Olgierd est largement honoré en Biélorussie en tant que commandant militaire couronné de succès et en tant qu'unificateur des territoires biélorusses au sein d'un même État médiéval du Bélarus. Un monument à sa mémoire a été érigé à Vitebsk en 2014, dans le cadre de la célébration du 1040e anniversaire de la ville. 
Olgierd a été duc de Vitebsk pendant plus de 20 ans avant de devenir grand-duc de Lituanie. Il parlait tant le lituanien que d'autres langues comme le ruthénien. Cela lui permettait probablement de comprendre à quelles valeurs tenait la majorité de ses sujets, notamment le paganisme orthodoxe, et semble lui avoir permis de ne pas les décevoir en encourageant le catholicisme romain.  
De toute évidence, Olgierd et le grand-duché de Lituanie restèrent attachés à leur religion paganiste, comme il est mentionné dans les récits de Nicephorus Gregoras, historien byzantin du xive siècle. Selon les historiens modernes, « pour Gediminas et Olgierd, le paganisme représentait un outil et une arme diplomatique utile... qui leur a permis d'utiliser les promesses de conversion comme moyen de préserver leur pouvoir et leur indépendance » ; le patriarche Neilos décrit Olgierd comme « prince adorateur du feu » et un autre patriarche, Philotheos, excommunia « tous les nobles ruthéniens qui avaient aidé Olgierd et les impies ». 
La cérémonie funèbre d'Olgierd consista en un cérémoniel de crémation avec 18 chevaux et beaucoup de ses biens dans une forêt près de Maišiagala (en), probablement dans le sanctuaire forestier de Kukaveitis. La recherche du site funéraire fait l'objet de campagnes archéologiques depuis 2009.

## Arbre généalogique: descendance d'Olgierd parmi les rois de Pologne
|  |  |                          |                          |                                                                             |                                                                             |                                                                             |                                                                             |                                                                             |                                                                             |                                                                                   |                                                                                   |                                                                                   |                                                                                   |                                                                                   |                                                                                   | | | | | | |                                                                                     |                                                                                     |                                                                                     |                                                                                     |                         |                         |                                                                                       |                                                                                       | Olgierd Grand duc de Lituanie (1345-1377) épouse Maria de Vitebsk épouse Ouliana Alexandrovna de Kiev |                                                                                       |                                                                                       |                                                                                       |                                                                                      |                                                                                      |                                                                                      |                                                                                      |                                              |                                              |                                                                          |                                                                          |                                                                          |                                                                          |                                                                          |                                                                          |                        |                        |                        |                        |                                                                     |                                                             |                                                             |                                                             |                                                             |                                                             |                             |                             |                             |                             |                                                             |                                                             |                                                             |                                                             |                                                             |                                                             |                   |                   |                   |                   |                                                                                     |                                                                                     |                                                                                     |                                                                                     |                                                                                     |                                                                                     |                     |                     |                     |                     |                   |                   |                   |                   |                 |                 |                 |                 |  |  |  |  |  |  |  |  |  |  |  |  |  |  |  |  |  |  |  |  |  |  |  |  |
|  |  |                          |                          |                                                                             |                                                                             |                                                                             |                                                                             |                                                                             |                                                                             |                                                                                   |                                                                                   |                                                                                   |                                                                                   |                                                                                   |                                                                                   | | | | | | |                                                                                     |                                                                                     |                                                                                     |                                                                                     |                         |                         |                                                                                       |                                                                                       | |                                                                                       |                                                                                       |                                                                                       |                                                                                      |                                                                                      |                                                                                      |                                                                                      |                                              |                                              |                                                                          |                                                                          |                                                                          |                                                                          |                                                                          |                                                                          |                        |                        |                        |                        |                                                                     |                                                             |                                                             |                                                             |                                                             |                                                             |                             |                             |                             |                             |                                                             |                                                             |                                                             |                                                             |                                                             |                                                             |                   |                   |                   |                   |                                                                                     |                                                                                     |                                                                                     |                                                                                     |                                                                                     |                                                                                     |                     |                     |                     |                     |                   |                   |                   |                   |                 |                 |                 |                 |  |  |  |  |  |  |  |  |  |  |  |  |  |  |  |  |  |  |  |  |  |  |  |  |
|  |  |                          |                          |                                                                             |                                                                             |                                                                             |                                                                             |                                                                             |                                                                             |                                                                                   |                                                                                   |                                                                                   |                                                                                   |                                                                                   |                                                                                   | | | | | | |                                                                                     |                                                                                     |                                                                                     |                                                                                     |                         |                         |                                                                                       |                                                                                       | |                                                                                       |                                                                                       |                                                                                       |                                                                                      |                                                                                      |                                                                                      |                                                                                      |                                              |                                              |                                                                          |                                                                          |                                                                          |                                                                          |                                                                          |                                                                          |                        |                        |                        |                        |                                                                     |                                                             |                                                             |                                                             |                                                             |                                                             |                             |                             |                             |                             |                                                             |                                                             |                                                             |                                                             |                                                             |                                                             |                   |                   |                   |                   |                                                                                     |                                                                                     |                                                                                     |                                                                                     |                                                                                     |                                                                                     |                     |                     |                     |                     |                   |                   |                   |                   |                 |                 |                 |                 |  |  |  |  |  |  |  |  |  |  |  |  |  |  |  |  |  |  |  |  |  |  |  |  |
|  |  | Hedwige Ire (1re épouse) | Hedwige Ire (1re épouse) | Hedwige Ire (1re épouse)                                                    | Hedwige Ire (1re épouse)                                                    | Hedwige Ire (1re épouse)                                                    | Hedwige Ire (1re épouse)                                                    |                                                                             |                                                                             | Ladislas II Jagellon Grand duc de Lituanie (1377-1392) roi de Pologne (1386-1434) | Ladislas II Jagellon Grand duc de Lituanie (1377-1392) roi de Pologne (1386-1434) | Ladislas II Jagellon Grand duc de Lituanie (1377-1392) roi de Pologne (1386-1434) | Ladislas II Jagellon Grand duc de Lituanie (1377-1392) roi de Pologne (1386-1434) | Ladislas II Jagellon Grand duc de Lituanie (1377-1392) roi de Pologne (1386-1434) | Ladislas II Jagellon Grand duc de Lituanie (1377-1392) roi de Pologne (1386-1434) | | | Sophie de Holszany (4e épouse)                                                                                  | Sophie de Holszany (4e épouse)                                                                                  | Sophie de Holszany (4e épouse)                                                                                  | Sophie de Holszany (4e épouse)                                                                                  | Sophie de Holszany (4e épouse)                                                      | Sophie de Holszany (4e épouse)                                                      |                                                                                     |                                                                                     |                         |                         |                                                                                       |                                                                                       | |                                                                                       |                                                                                       |                                                                                       |                                                                                      |                                                                                      |                                                                                      |                                                                                      |                                              |                                              | Kaributas prince de Novgorod-Siverskyi épouse Anastasia Olegovna de Kiev | Kaributas prince de Novgorod-Siverskyi épouse Anastasia Olegovna de Kiev | Kaributas prince de Novgorod-Siverskyi épouse Anastasia Olegovna de Kiev | Kaributas prince de Novgorod-Siverskyi épouse Anastasia Olegovna de Kiev | Kaributas prince de Novgorod-Siverskyi épouse Anastasia Olegovna de Kiev | Kaributas prince de Novgorod-Siverskyi épouse Anastasia Olegovna de Kiev |                        |                        |                        |                        | Konstanty Czartoryski prince de Chortoryisk                         | Konstanty Czartoryski prince de Chortoryisk                 | Konstanty Czartoryski prince de Chortoryisk                 | Konstanty Czartoryski prince de Chortoryisk                 | Konstanty Czartoryski prince de Chortoryisk                 | Konstanty Czartoryski prince de Chortoryisk                 |                             |                             |                             |                             | Fiodor de Lituanie prince de Rylsk et de Ratnie épouse Olga | Fiodor de Lituanie prince de Rylsk et de Ratnie épouse Olga | Fiodor de Lituanie prince de Rylsk et de Ratnie épouse Olga | Fiodor de Lituanie prince de Rylsk et de Ratnie épouse Olga | Fiodor de Lituanie prince de Rylsk et de Ratnie épouse Olga | Fiodor de Lituanie prince de Rylsk et de Ratnie épouse Olga |                   |                   |                   |                   | Švitrigaila de Lituanie Grand duc de Lituanie (1430-1432) ép. Anna Ivanovna de Kiev | Švitrigaila de Lituanie Grand duc de Lituanie (1430-1432) ép. Anna Ivanovna de Kiev | Švitrigaila de Lituanie Grand duc de Lituanie (1430-1432) ép. Anna Ivanovna de Kiev | Švitrigaila de Lituanie Grand duc de Lituanie (1430-1432) ép. Anna Ivanovna de Kiev | Švitrigaila de Lituanie Grand duc de Lituanie (1430-1432) ép. Anna Ivanovna de Kiev | Švitrigaila de Lituanie Grand duc de Lituanie (1430-1432) ép. Anna Ivanovna de Kiev |                     |                     |                     |                     |                   |                   |                   |                   |                 |                 |                 |                 |  |  |  |  |  |  |  |  |  |  |  |  |  |  |  |  |  |  |  |  |  |  |  |  |
|  |  | Hedwige Ire (1re épouse) | Hedwige Ire (1re épouse) | Hedwige Ire (1re épouse)                                                    | Hedwige Ire (1re épouse)                                                    | Hedwige Ire (1re épouse)                                                    | Hedwige Ire (1re épouse)                                                    |                                                                             |                                                                             | Ladislas II Jagellon Grand duc de Lituanie (1377-1392) roi de Pologne (1386-1434) | Ladislas II Jagellon Grand duc de Lituanie (1377-1392) roi de Pologne (1386-1434) | Ladislas II Jagellon Grand duc de Lituanie (1377-1392) roi de Pologne (1386-1434) | Ladislas II Jagellon Grand duc de Lituanie (1377-1392) roi de Pologne (1386-1434) | Ladislas II Jagellon Grand duc de Lituanie (1377-1392) roi de Pologne (1386-1434) | Ladislas II Jagellon Grand duc de Lituanie (1377-1392) roi de Pologne (1386-1434) | | | Sophie de Holszany (4e épouse)                                                                                  | Sophie de Holszany (4e épouse)                                                                                  | Sophie de Holszany (4e épouse)                                                                                  | Sophie de Holszany (4e épouse)                                                                                  | Sophie de Holszany (4e épouse)                                                      | Sophie de Holszany (4e épouse)                                                      |                                                                                     |                                                                                     |                         |                         |                                                                                       |                                                                                       | |                                                                                       |                                                                                       |                                                                                       |                                                                                      |                                                                                      |                                                                                      |                                                                                      |                                              |                                              | Kaributas prince de Novgorod-Siverskyi épouse Anastasia Olegovna de Kiev | Kaributas prince de Novgorod-Siverskyi épouse Anastasia Olegovna de Kiev | Kaributas prince de Novgorod-Siverskyi épouse Anastasia Olegovna de Kiev | Kaributas prince de Novgorod-Siverskyi épouse Anastasia Olegovna de Kiev | Kaributas prince de Novgorod-Siverskyi épouse Anastasia Olegovna de Kiev | Kaributas prince de Novgorod-Siverskyi épouse Anastasia Olegovna de Kiev |                        |                        |                        |                        | Konstanty Czartoryski prince de Chortoryisk                         | Konstanty Czartoryski prince de Chortoryisk                 | Konstanty Czartoryski prince de Chortoryisk                 | Konstanty Czartoryski prince de Chortoryisk                 | Konstanty Czartoryski prince de Chortoryisk                 | Konstanty Czartoryski prince de Chortoryisk                 |                             |                             |                             |                             | Fiodor de Lituanie prince de Rylsk et de Ratnie épouse Olga | Fiodor de Lituanie prince de Rylsk et de Ratnie épouse Olga | Fiodor de Lituanie prince de Rylsk et de Ratnie épouse Olga | Fiodor de Lituanie prince de Rylsk et de Ratnie épouse Olga | Fiodor de Lituanie prince de Rylsk et de Ratnie épouse Olga | Fiodor de Lituanie prince de Rylsk et de Ratnie épouse Olga |                   |                   |                   |                   | Švitrigaila de Lituanie Grand duc de Lituanie (1430-1432) ép. Anna Ivanovna de Kiev | Švitrigaila de Lituanie Grand duc de Lituanie (1430-1432) ép. Anna Ivanovna de Kiev | Švitrigaila de Lituanie Grand duc de Lituanie (1430-1432) ép. Anna Ivanovna de Kiev | Švitrigaila de Lituanie Grand duc de Lituanie (1430-1432) ép. Anna Ivanovna de Kiev | Švitrigaila de Lituanie Grand duc de Lituanie (1430-1432) ép. Anna Ivanovna de Kiev | Švitrigaila de Lituanie Grand duc de Lituanie (1430-1432) ép. Anna Ivanovna de Kiev |                     |                     |                     |                     |                   |                   |                   |                   |                 |                 |                 |                 |  |  |  |  |  |  |  |  |  |  |  |  |  |  |  |  |  |  |  |  |  |  |  |  |
|  |  |                          |                          |                                                                             |                                                                             |                                                                             |                                                                             |                                                                             |                                                                             |                                                                                   |                                                                                   |                                                                                   |                                                                                   |                                                                                   |                                                                                   | | | | | | |                                                                                     |                                                                                     |                                                                                     |                                                                                     |                         |                         |                                                                                       |                                                                                       | |                                                                                       |                                                                                       |                                                                                       |                                                                                      |                                                                                      |                                                                                      |                                                                                      |                                              |                                              |                                                                          |                                                                          |                                                                          |                                                                          |                                                                          |                                                                          |                        |                        |                        |                        |                                                                     |                                                             |                                                             |                                                             |                                                             |                                                             |                             |                             |                             |                             |                                                             |                                                             |                                                             |                                                             |                                                             |                                                             |                   |                   |                   |                   |                                                                                     |                                                                                     |                                                                                     |                                                                                     |                                                                                     |                                                                                     |                     |                     |                     |                     |                   |                   |                   |                   |                 |                 |                 |                 |  |  |  |  |  |  |  |  |  |  |  |  |  |  |  |  |  |  |  |  |  |  |  |  |
|  |  |                          |                          |                                                                             |                                                                             |                                                                             |                                                                             |                                                                             |                                                                             |                                                                                   |                                                                                   |                                                                                   |                                                                                   |                                                                                   |                                                                                   | | | | | | |                                                                                     |                                                                                     |                                                                                     |                                                                                     |                         |                         |                                                                                       |                                                                                       | |                                                                                       |                                                                                       |                                                                                       |                                                                                      |                                                                                      |                                                                                      |                                                                                      |                                              |                                              |                                                                          |                                                                          |                                                                          |                                                                          |                                                                          |                                                                          |                        |                        |                        |                        |                                                                     |                                                             |                                                             |                                                             |                                                             |                                                             |                             |                             |                             |                             |                                                             |                                                             |                                                             |                                                             |                                                             |                                                             |                   |                   |                   |                   |                                                                                     |                                                                                     |                                                                                     |                                                                                     |                                                                                     |                                                                                     |                     |                     |                     |                     |                   |                   |                   |                   |                 |                 |                 |                 |  |  |  |  |  |  |  |  |  |  |  |  |  |  |  |  |  |  |  |  |  |  |  |  |
|  |  |                          |                          |                                                                             |                                                                             |                                                                             |                                                                             |                                                                             |                                                                             | Ladislas III Jagellon roi de Pologne (1434-1444) roi de Hongrie (1440-1444)       | Ladislas III Jagellon roi de Pologne (1434-1444) roi de Hongrie (1440-1444)       | Ladislas III Jagellon roi de Pologne (1434-1444) roi de Hongrie (1440-1444)       | Ladislas III Jagellon roi de Pologne (1434-1444) roi de Hongrie (1440-1444)       | Ladislas III Jagellon roi de Pologne (1434-1444) roi de Hongrie (1440-1444)       | Ladislas III Jagellon roi de Pologne (1434-1444) roi de Hongrie (1440-1444)       | | | | | Casimir IV Jagellon Grand-duc de Lituanie (1440-1492) roi de Pologne (1447-1492)                                | Casimir IV Jagellon Grand-duc de Lituanie (1440-1492) roi de Pologne (1447-1492)                                | Casimir IV Jagellon Grand-duc de Lituanie (1440-1492) roi de Pologne (1447-1492)    | Casimir IV Jagellon Grand-duc de Lituanie (1440-1492) roi de Pologne (1447-1492)    | Casimir IV Jagellon Grand-duc de Lituanie (1440-1492) roi de Pologne (1447-1492)    | Casimir IV Jagellon Grand-duc de Lituanie (1440-1492) roi de Pologne (1447-1492)    |                         |                         | Élisabeth de Habsbourg                                                                | Élisabeth de Habsbourg                                                                | Élisabeth de Habsbourg                                                                                | Élisabeth de Habsbourg                                                                | Élisabeth de Habsbourg                                                                | Élisabeth de Habsbourg                                                                |                                                                                      |                                                                                      |                                                                                      |                                                                                      |                                              |                                              | Fedor de Lituanie duc de Niasvij et de Zbaraj                            | Fedor de Lituanie duc de Niasvij et de Zbaraj                            | Fedor de Lituanie duc de Niasvij et de Zbaraj                            | Fedor de Lituanie duc de Niasvij et de Zbaraj                            | Fedor de Lituanie duc de Niasvij et de Zbaraj                            | Fedor de Lituanie duc de Niasvij et de Zbaraj                            |                        |                        |                        |                        | Wasyl Konstantynowicz Czartoryski épouse Hanna                      | Wasyl Konstantynowicz Czartoryski épouse Hanna              | Wasyl Konstantynowicz Czartoryski épouse Hanna              | Wasyl Konstantynowicz Czartoryski épouse Hanna              | Wasyl Konstantynowicz Czartoryski épouse Hanna              | Wasyl Konstantynowicz Czartoryski épouse Hanna              |                             |                             |                             |                             | Sanguszko Fiodorowic de Lituanie prince de Ratnie           | Sanguszko Fiodorowic de Lituanie prince de Ratnie           | Sanguszko Fiodorowic de Lituanie prince de Ratnie           | Sanguszko Fiodorowic de Lituanie prince de Ratnie           | Sanguszko Fiodorowic de Lituanie prince de Ratnie           | Sanguszko Fiodorowic de Lituanie prince de Ratnie           |                   |                   |                   |                   |                                                                                     |                                                                                     |                                                                                     |                                                                                     |                                                                                     |                                                                                     |                     |                     |                     |                     |                   |                   |                   |                   |                 |                 |                 |                 |  |  |  |  |  |  |  |  |  |  |  |  |  |  |  |  |  |  |  |  |  |  |  |  |
|  |  |                          |                          |                                                                             |                                                                             |                                                                             |                                                                             |                                                                             |                                                                             | Ladislas III Jagellon roi de Pologne (1434-1444) roi de Hongrie (1440-1444)       | Ladislas III Jagellon roi de Pologne (1434-1444) roi de Hongrie (1440-1444)       | Ladislas III Jagellon roi de Pologne (1434-1444) roi de Hongrie (1440-1444)       | Ladislas III Jagellon roi de Pologne (1434-1444) roi de Hongrie (1440-1444)       | Ladislas III Jagellon roi de Pologne (1434-1444) roi de Hongrie (1440-1444)       | Ladislas III Jagellon roi de Pologne (1434-1444) roi de Hongrie (1440-1444)       | | | | | Casimir IV Jagellon Grand-duc de Lituanie (1440-1492) roi de Pologne (1447-1492)                                | Casimir IV Jagellon Grand-duc de Lituanie (1440-1492) roi de Pologne (1447-1492)                                | Casimir IV Jagellon Grand-duc de Lituanie (1440-1492) roi de Pologne (1447-1492)    | Casimir IV Jagellon Grand-duc de Lituanie (1440-1492) roi de Pologne (1447-1492)    | Casimir IV Jagellon Grand-duc de Lituanie (1440-1492) roi de Pologne (1447-1492)    | Casimir IV Jagellon Grand-duc de Lituanie (1440-1492) roi de Pologne (1447-1492)    |                         |                         | Élisabeth de Habsbourg                                                                | Élisabeth de Habsbourg                                                                | Élisabeth de Habsbourg                                                                                | Élisabeth de Habsbourg                                                                | Élisabeth de Habsbourg                                                                | Élisabeth de Habsbourg                                                                |                                                                                      |                                                                                      |                                                                                      |                                                                                      |                                              |                                              | Fedor de Lituanie duc de Niasvij et de Zbaraj                            | Fedor de Lituanie duc de Niasvij et de Zbaraj                            | Fedor de Lituanie duc de Niasvij et de Zbaraj                            | Fedor de Lituanie duc de Niasvij et de Zbaraj                            | Fedor de Lituanie duc de Niasvij et de Zbaraj                            | Fedor de Lituanie duc de Niasvij et de Zbaraj                            |                        |                        |                        |                        | Wasyl Konstantynowicz Czartoryski épouse Hanna                      | Wasyl Konstantynowicz Czartoryski épouse Hanna              | Wasyl Konstantynowicz Czartoryski épouse Hanna              | Wasyl Konstantynowicz Czartoryski épouse Hanna              | Wasyl Konstantynowicz Czartoryski épouse Hanna              | Wasyl Konstantynowicz Czartoryski épouse Hanna              |                             |                             |                             |                             | Sanguszko Fiodorowic de Lituanie prince de Ratnie           | Sanguszko Fiodorowic de Lituanie prince de Ratnie           | Sanguszko Fiodorowic de Lituanie prince de Ratnie           | Sanguszko Fiodorowic de Lituanie prince de Ratnie           | Sanguszko Fiodorowic de Lituanie prince de Ratnie           | Sanguszko Fiodorowic de Lituanie prince de Ratnie           |                   |                   |                   |                   |                                                                                     |                                                                                     |                                                                                     |                                                                                     |                                                                                     |                                                                                     |                     |                     |                     |                     |                   |                   |                   |                   |                 |                 |                 |                 |  |  |  |  |  |  |  |  |  |  |  |  |  |  |  |  |  |  |  |  |  |  |  |  |
|  |  |                          |                          |                                                                             |                                                                             |                                                                             |                                                                             |                                                                             |                                                                             |                                                                                   |                                                                                   |                                                                                   |                                                                                   |                                                                                   |                                                                                   | | | | | | |                                                                                     |                                                                                     |                                                                                     |                                                                                     |                         |                         |                                                                                       |                                                                                       | |                                                                                       |                                                                                       |                                                                                       |                                                                                      |                                                                                      |                                                                                      |                                                                                      |                                              |                                              |                                                                          |                                                                          |                                                                          |                                                                          |                                                                          |                                                                          |                        |                        |                        |                        |                                                                     |                                                             |                                                             |                                                             |                                                             |                                                             |                             |                             |                             |                             |                                                             |                                                             |                                                             |                                                             |                                                             |                                                             |                   |                   |                   |                   |                                                                                     |                                                                                     |                                                                                     |                                                                                     |                                                                                     |                                                                                     |                     |                     |                     |                     |                   |                   |                   |                   |                 |                 |                 |                 |  |  |  |  |  |  |  |  |  |  |  |  |  |  |  |  |  |  |  |  |  |  |  |  |
|  |  |                          |                          |                                                                             |                                                                             |                                                                             |                                                                             |                                                                             |                                                                             |                                                                                   |                                                                                   |                                                                                   |                                                                                   |                                                                                   |                                                                                   | | | | | | |                                                                                     |                                                                                     |                                                                                     |                                                                                     |                         |                         |                                                                                       |                                                                                       | |                                                                                       |                                                                                       |                                                                                       |                                                                                      |                                                                                      |                                                                                      |                                                                                      |                                              |                                              |                                                                          |                                                                          |                                                                          |                                                                          |                                                                          |                                                                          |                        |                        |                        |                        |                                                                     |                                                             |                                                             |                                                             |                                                             |                                                             |                             |                             |                             |                             |                                                             |                                                             |                                                             |                                                             |                                                             |                                                             |                   |                   |                   |                   |                                                                                     |                                                                                     |                                                                                     |                                                                                     |                                                                                     |                                                                                     |                     |                     |                     |                     |                   |                   |                   |                   |                 |                 |                 |                 |  |  |  |  |  |  |  |  |  |  |  |  |  |  |  |  |  |  |  |  |  |  |  |  |
|  |  |                          |                          | Ladislas IV de Pologne roi de Bohême (1471-1516) roi de Hongrie (1490-1516) | Ladislas IV de Pologne roi de Bohême (1471-1516) roi de Hongrie (1490-1516) | Ladislas IV de Pologne roi de Bohême (1471-1516) roi de Hongrie (1490-1516) | Ladislas IV de Pologne roi de Bohême (1471-1516) roi de Hongrie (1490-1516) | Ladislas IV de Pologne roi de Bohême (1471-1516) roi de Hongrie (1490-1516) | Ladislas IV de Pologne roi de Bohême (1471-1516) roi de Hongrie (1490-1516) |                                                                                   |                                                                                   | Jean Ier Albert Jagellon roi de Pologne (1492-1501)                               | Jean Ier Albert Jagellon roi de Pologne (1492-1501)                               | Jean Ier Albert Jagellon roi de Pologne (1492-1501)                               | Jean Ier Albert Jagellon roi de Pologne (1492-1501)                               | Jean Ier Albert Jagellon roi de Pologne (1492-1501)                                                             | Jean Ier Albert Jagellon roi de Pologne (1492-1501)                                                             | | | Alexandre Ier Jagellon Grand-duc de Lituanie (1492-1506) roi de Pologne (1501-1506)                             | Alexandre Ier Jagellon Grand-duc de Lituanie (1492-1506) roi de Pologne (1501-1506)                             | Alexandre Ier Jagellon Grand-duc de Lituanie (1492-1506) roi de Pologne (1501-1506) | Alexandre Ier Jagellon Grand-duc de Lituanie (1492-1506) roi de Pologne (1501-1506) | Alexandre Ier Jagellon Grand-duc de Lituanie (1492-1506) roi de Pologne (1501-1506) | Alexandre Ier Jagellon Grand-duc de Lituanie (1492-1506) roi de Pologne (1501-1506) |                         |                         | Sigismond Ier de Pologne Grand-duc de Lituanie (1506-1548) roi de Pologne (1506-1548) | Sigismond Ier de Pologne Grand-duc de Lituanie (1506-1548) roi de Pologne (1506-1548) | Sigismond Ier de Pologne Grand-duc de Lituanie (1506-1548) roi de Pologne (1506-1548)                 | Sigismond Ier de Pologne Grand-duc de Lituanie (1506-1548) roi de Pologne (1506-1548) | Sigismond Ier de Pologne Grand-duc de Lituanie (1506-1548) roi de Pologne (1506-1548) | Sigismond Ier de Pologne Grand-duc de Lituanie (1506-1548) roi de Pologne (1506-1548) |                                                                                      |                                                                                      |                                                                                      |                                                                                      |                                              |                                              | Vassili Fedorovitch de Lituanie duc de Zbaraj                            | Vassili Fedorovitch de Lituanie duc de Zbaraj                            | Vassili Fedorovitch de Lituanie duc de Zbaraj                            | Vassili Fedorovitch de Lituanie duc de Zbaraj                            | Vassili Fedorovitch de Lituanie duc de Zbaraj                            | Vassili Fedorovitch de Lituanie duc de Zbaraj                            |                        |                        |                        |                        | Michał Wasylewicz Czartoryski épouse Maria Niemir                   | Michał Wasylewicz Czartoryski épouse Maria Niemir           | Michał Wasylewicz Czartoryski épouse Maria Niemir           | Michał Wasylewicz Czartoryski épouse Maria Niemir           | Michał Wasylewicz Czartoryski épouse Maria Niemir           | Michał Wasylewicz Czartoryski épouse Maria Niemir           |                             |                             |                             |                             | Aleksander Sanguszkowicz de Lituanie                        | Aleksander Sanguszkowicz de Lituanie                        | Aleksander Sanguszkowicz de Lituanie                        | Aleksander Sanguszkowicz de Lituanie                        | Aleksander Sanguszkowicz de Lituanie                        | Aleksander Sanguszkowicz de Lituanie                        |                   |                   |                   |                   |                                                                                     |                                                                                     |                                                                                     |                                                                                     |                                                                                     |                                                                                     |                     |                     |                     |                     |                   |                   |                   |                   |                 |                 |                 |                 |  |  |  |  |  |  |  |  |  |  |  |  |  |  |  |  |  |  |  |  |  |  |  |  |
|  |  |                          |                          | Ladislas IV de Pologne roi de Bohême (1471-1516) roi de Hongrie (1490-1516) | Ladislas IV de Pologne roi de Bohême (1471-1516) roi de Hongrie (1490-1516) | Ladislas IV de Pologne roi de Bohême (1471-1516) roi de Hongrie (1490-1516) | Ladislas IV de Pologne roi de Bohême (1471-1516) roi de Hongrie (1490-1516) | Ladislas IV de Pologne roi de Bohême (1471-1516) roi de Hongrie (1490-1516) | Ladislas IV de Pologne roi de Bohême (1471-1516) roi de Hongrie (1490-1516) |                                                                                   |                                                                                   | Jean Ier Albert Jagellon roi de Pologne (1492-1501)                               | Jean Ier Albert Jagellon roi de Pologne (1492-1501)                               | Jean Ier Albert Jagellon roi de Pologne (1492-1501)                               | Jean Ier Albert Jagellon roi de Pologne (1492-1501)                               | Jean Ier Albert Jagellon roi de Pologne (1492-1501)                                                             | Jean Ier Albert Jagellon roi de Pologne (1492-1501)                                                             | | | Alexandre Ier Jagellon Grand-duc de Lituanie (1492-1506) roi de Pologne (1501-1506)                             | Alexandre Ier Jagellon Grand-duc de Lituanie (1492-1506) roi de Pologne (1501-1506)                             | Alexandre Ier Jagellon Grand-duc de Lituanie (1492-1506) roi de Pologne (1501-1506) | Alexandre Ier Jagellon Grand-duc de Lituanie (1492-1506) roi de Pologne (1501-1506) | Alexandre Ier Jagellon Grand-duc de Lituanie (1492-1506) roi de Pologne (1501-1506) | Alexandre Ier Jagellon Grand-duc de Lituanie (1492-1506) roi de Pologne (1501-1506) |                         |                         | Sigismond Ier de Pologne Grand-duc de Lituanie (1506-1548) roi de Pologne (1506-1548) | Sigismond Ier de Pologne Grand-duc de Lituanie (1506-1548) roi de Pologne (1506-1548) | Sigismond Ier de Pologne Grand-duc de Lituanie (1506-1548) roi de Pologne (1506-1548)                 | Sigismond Ier de Pologne Grand-duc de Lituanie (1506-1548) roi de Pologne (1506-1548) | Sigismond Ier de Pologne Grand-duc de Lituanie (1506-1548) roi de Pologne (1506-1548) | Sigismond Ier de Pologne Grand-duc de Lituanie (1506-1548) roi de Pologne (1506-1548) |                                                                                      |                                                                                      |                                                                                      |                                                                                      |                                              |                                              | Vassili Fedorovitch de Lituanie duc de Zbaraj                            | Vassili Fedorovitch de Lituanie duc de Zbaraj                            | Vassili Fedorovitch de Lituanie duc de Zbaraj                            | Vassili Fedorovitch de Lituanie duc de Zbaraj                            | Vassili Fedorovitch de Lituanie duc de Zbaraj                            | Vassili Fedorovitch de Lituanie duc de Zbaraj                            |                        |                        |                        |                        | Michał Wasylewicz Czartoryski épouse Maria Niemir                   | Michał Wasylewicz Czartoryski épouse Maria Niemir           | Michał Wasylewicz Czartoryski épouse Maria Niemir           | Michał Wasylewicz Czartoryski épouse Maria Niemir           | Michał Wasylewicz Czartoryski épouse Maria Niemir           | Michał Wasylewicz Czartoryski épouse Maria Niemir           |                             |                             |                             |                             | Aleksander Sanguszkowicz de Lituanie                        | Aleksander Sanguszkowicz de Lituanie                        | Aleksander Sanguszkowicz de Lituanie                        | Aleksander Sanguszkowicz de Lituanie                        | Aleksander Sanguszkowicz de Lituanie                        | Aleksander Sanguszkowicz de Lituanie                        |                   |                   |                   |                   |                                                                                     |                                                                                     |                                                                                     |                                                                                     |                                                                                     |                                                                                     |                     |                     |                     |                     |                   |                   |                   |                   |                 |                 |                 |                 |  |  |  |  |  |  |  |  |  |  |  |  |  |  |  |  |  |  |  |  |  |  |  |  |
|  |  |                          |                          |                                                                             |                                                                             |                                                                             |                                                                             |                                                                             |                                                                             |                                                                                   |                                                                                   |                                                                                   |                                                                                   |                                                                                   |                                                                                   | | | | | | |                                                                                     |                                                                                     |                                                                                     |                                                                                     |                         |                         |                                                                                       |                                                                                       | |                                                                                       |                                                                                       |                                                                                       |                                                                                      |                                                                                      |                                                                                      |                                                                                      |                                              |                                              |                                                                          |                                                                          |                                                                          |                                                                          |                                                                          |                                                                          |                        |                        |                        |                        |                                                                     |                                                             |                                                             |                                                             |                                                             |                                                             |                             |                             |                             |                             |                                                             |                                                             |                                                             |                                                             |                                                             |                                                             |                   |                   |                   |                   |                                                                                     |                                                                                     |                                                                                     |                                                                                     |                                                                                     |                                                                                     |                     |                     |                     |                     |                   |                   |                   |                   |                 |                 |                 |                 |  |  |  |  |  |  |  |  |  |  |  |  |  |  |  |  |  |  |  |  |  |  |  |  |
|  |  |                          |                          |                                                                             |                                                                             |                                                                             |                                                                             |                                                                             |                                                                             |                                                                                   |                                                                                   |                                                                                   |                                                                                   |                                                                                   |                                                                                   | Étienne Báthory voïvode de Transylvanie (1571-1575) Grand-duc de Lituanie (1576-1586) roi de Pologne(1576-1586) | Étienne Báthory voïvode de Transylvanie (1571-1575) Grand-duc de Lituanie (1576-1586) roi de Pologne(1576-1586) | Étienne Báthory voïvode de Transylvanie (1571-1575) Grand-duc de Lituanie (1576-1586) roi de Pologne(1576-1586) | Étienne Báthory voïvode de Transylvanie (1571-1575) Grand-duc de Lituanie (1576-1586) roi de Pologne(1576-1586) | Étienne Báthory voïvode de Transylvanie (1571-1575) Grand-duc de Lituanie (1576-1586) roi de Pologne(1576-1586) | Étienne Báthory voïvode de Transylvanie (1571-1575) Grand-duc de Lituanie (1576-1586) roi de Pologne(1576-1586) |                                                                                     |                                                                                     | Anna Jagellon                                                                       | Anna Jagellon                                                                       | Anna Jagellon           | Anna Jagellon           | Anna Jagellon                                                                         | Anna Jagellon                                                                         | |                                                                                       | Sigismond II de Pologne Grand-duc de Lituanie (1548-1572) roi de Pologne (1548-1572)  | Sigismond II de Pologne Grand-duc de Lituanie (1548-1572) roi de Pologne (1548-1572)  | Sigismond II de Pologne Grand-duc de Lituanie (1548-1572) roi de Pologne (1548-1572) | Sigismond II de Pologne Grand-duc de Lituanie (1548-1572) roi de Pologne (1548-1572) | Sigismond II de Pologne Grand-duc de Lituanie (1548-1572) roi de Pologne (1548-1572) | Sigismond II de Pologne Grand-duc de Lituanie (1548-1572) roi de Pologne (1548-1572) |                                              |                                              | Vassili Vassilievitch de Lituanie duc de Zbaraski                        | Vassili Vassilievitch de Lituanie duc de Zbaraski                        | Vassili Vassilievitch de Lituanie duc de Zbaraski                        | Vassili Vassilievitch de Lituanie duc de Zbaraski                        | Vassili Vassilievitch de Lituanie duc de Zbaraski                        | Vassili Vassilievitch de Lituanie duc de Zbaraski                        |                        |                        |                        |                        |                                                                     |                                                             |                                                             |                                                             |                                                             |                                                             |                             |                             |                             |                             | Andrzej Sanguszko                                           | Andrzej Sanguszko                                           | Andrzej Sanguszko                                           | Andrzej Sanguszko                                           | Andrzej Sanguszko                                           | Andrzej Sanguszko                                           |                   |                   |                   |                   |                                                                                     |                                                                                     |                                                                                     |                                                                                     |                                                                                     |                                                                                     |                     |                     |                     |                     |                   |                   |                   |                   |                 |                 |                 |                 |  |  |  |  |  |  |  |  |  |  |  |  |  |  |  |  |  |  |  |  |  |  |  |  |
|  |  |                          |                          |                                                                             |                                                                             |                                                                             |                                                                             |                                                                             |                                                                             |                                                                                   |                                                                                   |                                                                                   |                                                                                   |                                                                                   |                                                                                   | Étienne Báthory voïvode de Transylvanie (1571-1575) Grand-duc de Lituanie (1576-1586) roi de Pologne(1576-1586) | Étienne Báthory voïvode de Transylvanie (1571-1575) Grand-duc de Lituanie (1576-1586) roi de Pologne(1576-1586) | Étienne Báthory voïvode de Transylvanie (1571-1575) Grand-duc de Lituanie (1576-1586) roi de Pologne(1576-1586) | Étienne Báthory voïvode de Transylvanie (1571-1575) Grand-duc de Lituanie (1576-1586) roi de Pologne(1576-1586) | Étienne Báthory voïvode de Transylvanie (1571-1575) Grand-duc de Lituanie (1576-1586) roi de Pologne(1576-1586) | Étienne Báthory voïvode de Transylvanie (1571-1575) Grand-duc de Lituanie (1576-1586) roi de Pologne(1576-1586) |                                                                                     |                                                                                     | Anna Jagellon                                                                       | Anna Jagellon                                                                       | Anna Jagellon           | Anna Jagellon           | Anna Jagellon                                                                         | Anna Jagellon                                                                         | |                                                                                       | Sigismond II de Pologne Grand-duc de Lituanie (1548-1572) roi de Pologne (1548-1572)  | Sigismond II de Pologne Grand-duc de Lituanie (1548-1572) roi de Pologne (1548-1572)  | Sigismond II de Pologne Grand-duc de Lituanie (1548-1572) roi de Pologne (1548-1572) | Sigismond II de Pologne Grand-duc de Lituanie (1548-1572) roi de Pologne (1548-1572) | Sigismond II de Pologne Grand-duc de Lituanie (1548-1572) roi de Pologne (1548-1572) | Sigismond II de Pologne Grand-duc de Lituanie (1548-1572) roi de Pologne (1548-1572) |                                              |                                              | Vassili Vassilievitch de Lituanie duc de Zbaraski                        | Vassili Vassilievitch de Lituanie duc de Zbaraski                        | Vassili Vassilievitch de Lituanie duc de Zbaraski                        | Vassili Vassilievitch de Lituanie duc de Zbaraski                        | Vassili Vassilievitch de Lituanie duc de Zbaraski                        | Vassili Vassilievitch de Lituanie duc de Zbaraski                        |                        |                        |                        |                        |                                                                     |                                                             |                                                             |                                                             |                                                             |                                                             |                             |                             |                             |                             | Andrzej Sanguszko                                           | Andrzej Sanguszko                                           | Andrzej Sanguszko                                           | Andrzej Sanguszko                                           | Andrzej Sanguszko                                           | Andrzej Sanguszko                                           |                   |                   |                   |                   |                                                                                     |                                                                                     |                                                                                     |                                                                                     |                                                                                     |                                                                                     |                     |                     |                     |                     |                   |                   |                   |                   |                 |                 |                 |                 |  |  |  |  |  |  |  |  |  |  |  |  |  |  |  |  |  |  |  |  |  |  |  |  |
|  |  |                          |                          |                                                                             |                                                                             |                                                                             |                                                                             |                                                                             |                                                                             |                                                                                   |                                                                                   |                                                                                   |                                                                                   |                                                                                   |                                                                                   | | | | | | |                                                                                     |                                                                                     |                                                                                     |                                                                                     |                         |                         |                                                                                       |                                                                                       | |                                                                                       |                                                                                       |                                                                                       |                                                                                      |                                                                                      |                                                                                      |                                                                                      |                                              |                                              |                                                                          |                                                                          |                                                                          |                                                                          |                                                                          |                                                                          |                        |                        |                        |                        |                                                                     |                                                             |                                                             |                                                             |                                                             |                                                             |                             |                             |                             |                             |                                                             |                                                             |                                                             |                                                             |                                                             |                                                             |                   |                   |                   |                   |                                                                                     |                                                                                     |                                                                                     |                                                                                     |                                                                                     |                                                                                     |                     |                     |                     |                     |                   |                   |                   |                   |                 |                 |                 |                 |  |  |  |  |  |  |  |  |  |  |  |  |  |  |  |  |  |  |  |  |  |  |  |  |
|  |  |                          |                          |                                                                             |                                                                             |                                                                             |                                                                             |                                                                             |                                                                             |                                                                                   |                                                                                   |                                                                                   |                                                                                   |                                                                                   |                                                                                   | | | | | | |                                                                                     |                                                                                     |                                                                                     |                                                                                     |                         |                         |                                                                                       |                                                                                       | |                                                                                       |                                                                                       |                                                                                       |                                                                                      |                                                                                      |                                                                                      |                                                                                      |                                              |                                              |                                                                          |                                                                          |                                                                          |                                                                          |                                                                          |                                                                          |                        |                        |                        |                        |                                                                     |                                                             |                                                             |                                                             |                                                             |                                                             |                             |                             |                             |                             |                                                             |                                                             |                                                             |                                                             |                                                             |                                                             |                   |                   |                   |                   |                                                                                     |                                                                                     |                                                                                     |                                                                                     |                                                                                     |                                                                                     |                     |                     |                     |                     |                   |                   |                   |                   |                 |                 |                 |                 |  |  |  |  |  |  |  |  |  |  |  |  |  |  |  |  |  |  |  |  |  |  |  |  |
|  |  |                          |                          |                                                                             |                                                                             |                                                                             |                                                                             |                                                                             |                                                                             |                                                                                   |                                                                                   |                                                                                   |                                                                                   |                                                                                   |                                                                                   | | | | | | |                                                                                     |                                                                                     |                                                                                     |                                                                                     |                         |                         |                                                                                       |                                                                                       | |                                                                                       |                                                                                       |                                                                                       |                                                                                      |                                                                                      |                                                                                      |                                                                                      |                                              |                                              |                                                                          |                                                                          |                                                                          |                                                                          |                                                                          |                                                                          |                        |                        |                        |                        | Fiodor Michałowicz Czartoryski                                      | Fiodor Michałowicz Czartoryski                              | Fiodor Michałowicz Czartoryski                              | Fiodor Michałowicz Czartoryski                              | Fiodor Michałowicz Czartoryski                              | Fiodor Michałowicz Czartoryski                              |                             |                             | Zofia Sanguszko             | Zofia Sanguszko             | Zofia Sanguszko                                             | Zofia Sanguszko                                             | Zofia Sanguszko                                             | Zofia Sanguszko                                             |                                                             |                                                             | Fiodor Sanguszko  | Fiodor Sanguszko  | Fiodor Sanguszko  | Fiodor Sanguszko  | Fiodor Sanguszko                                                                    | Fiodor Sanguszko                                                                    |                                                                                     |                                                                                     |                                                                                     |                                                                                     |                     |                     |                     |                     |                   |                   |                   |                   |                 |                 |                 |                 |  |  |  |  |  |  |  |  |  |  |  |  |  |  |  |  |  |  |  |  |  |  |  |  |
|  |  |                          |                          |                                                                             |                                                                             |                                                                             |                                                                             |                                                                             |                                                                             |                                                                                   |                                                                                   |                                                                                   |                                                                                   |                                                                                   |                                                                                   | | | | | | |                                                                                     |                                                                                     |                                                                                     |                                                                                     |                         |                         |                                                                                       |                                                                                       | |                                                                                       |                                                                                       |                                                                                       |                                                                                      |                                                                                      |                                                                                      |                                                                                      |                                              |                                              |                                                                          |                                                                          |                                                                          |                                                                          |                                                                          |                                                                          |                        |                        |                        |                        | Fiodor Michałowicz Czartoryski                                      | Fiodor Michałowicz Czartoryski                              | Fiodor Michałowicz Czartoryski                              | Fiodor Michałowicz Czartoryski                              | Fiodor Michałowicz Czartoryski                              | Fiodor Michałowicz Czartoryski                              |                             |                             | Zofia Sanguszko             | Zofia Sanguszko             | Zofia Sanguszko                                             | Zofia Sanguszko                                             | Zofia Sanguszko                                             | Zofia Sanguszko                                             |                                                             |                                                             | Fiodor Sanguszko  | Fiodor Sanguszko  | Fiodor Sanguszko  | Fiodor Sanguszko  | Fiodor Sanguszko                                                                    | Fiodor Sanguszko                                                                    |                                                                                     |                                                                                     |                                                                                     |                                                                                     |                     |                     |                     |                     |                   |                   |                   |                   |                 |                 |                 |                 |  |  |  |  |  |  |  |  |  |  |  |  |  |  |  |  |  |  |  |  |  |  |  |  |
|  |  |                          |                          |                                                                             |                                                                             |                                                                             |                                                                             |                                                                             |                                                                             |                                                                                   |                                                                                   |                                                                                   |                                                                                   |                                                                                   |                                                                                   | | | | | | |                                                                                     |                                                                                     |                                                                                     |                                                                                     |                         |                         |                                                                                       |                                                                                       | |                                                                                       |                                                                                       |                                                                                       |                                                                                      |                                                                                      |                                                                                      |                                                                                      |                                              |                                              |                                                                          |                                                                          |                                                                          |                                                                          |                                                                          |                                                                          |                        |                        |                        |                        |                                                                     |                                                             |                                                             |                                                             |                                                             |                                                             |                             |                             |                             |                             |                                                             |                                                             |                                                             |                                                             |                                                             |                                                             |                   |                   |                   |                   |                                                                                     |                                                                                     |                                                                                     |                                                                                     |                                                                                     |                                                                                     |                     |                     |                     |                     |                   |                   |                   |                   |                 |                 |                 |                 |  |  |  |  |  |  |  |  |  |  |  |  |  |  |  |  |  |  |  |  |  |  |  |  |
|  |  |                          |                          |                                                                             |                                                                             |                                                                             |                                                                             |                                                                             |                                                                             |                                                                                   |                                                                                   |                                                                                   |                                                                                   |                                                                                   |                                                                                   | | | | | | |                                                                                     |                                                                                     |                                                                                     |                                                                                     |                         |                         |                                                                                       |                                                                                       | |                                                                                       |                                                                                       |                                                                                       |                                                                                      |                                                                                      |                                                                                      |                                                                                      |                                              |                                              | Mikhail Wisniowiecki duc de Vychnivets                                   | Mikhail Wisniowiecki duc de Vychnivets                                   | Mikhail Wisniowiecki duc de Vychnivets                                   | Mikhail Wisniowiecki duc de Vychnivets                                   | Mikhail Wisniowiecki duc de Vychnivets                                   | Mikhail Wisniowiecki duc de Vychnivets                                   |                        |                        |                        |                        |                                                                     |                                                             |                                                             |                                                             | Iwan Federowicz Czartoryski                                 | Iwan Federowicz Czartoryski                                 | Iwan Federowicz Czartoryski | Iwan Federowicz Czartoryski | Iwan Federowicz Czartoryski | Iwan Federowicz Czartoryski |                                                             |                                                             |                                                             |                                                             |                                                             |                                                             | Roman Sanguszko   | Roman Sanguszko   | Roman Sanguszko   | Roman Sanguszko   | Roman Sanguszko                                                                     | Roman Sanguszko                                                                     |                                                                                     |                                                                                     |                                                                                     |                                                                                     |                     |                     |                     |                     |                   |                   |                   |                   |                 |                 |                 |                 |  |  |  |  |  |  |  |  |  |  |  |  |  |  |  |  |  |  |  |  |  |  |  |  |
|  |  |                          |                          |                                                                             |                                                                             |                                                                             |                                                                             |                                                                             |                                                                             |                                                                                   |                                                                                   |                                                                                   |                                                                                   |                                                                                   |                                                                                   | | | | | | |                                                                                     |                                                                                     |                                                                                     |                                                                                     |                         |                         |                                                                                       |                                                                                       | |                                                                                       |                                                                                       |                                                                                       |                                                                                      |                                                                                      |                                                                                      |                                                                                      |                                              |                                              | Mikhail Wisniowiecki duc de Vychnivets                                   | Mikhail Wisniowiecki duc de Vychnivets                                   | Mikhail Wisniowiecki duc de Vychnivets                                   | Mikhail Wisniowiecki duc de Vychnivets                                   | Mikhail Wisniowiecki duc de Vychnivets                                   | Mikhail Wisniowiecki duc de Vychnivets                                   |                        |                        |                        |                        |                                                                     |                                                             |                                                             |                                                             | Iwan Federowicz Czartoryski                                 | Iwan Federowicz Czartoryski                                 | Iwan Federowicz Czartoryski | Iwan Federowicz Czartoryski | Iwan Federowicz Czartoryski | Iwan Federowicz Czartoryski |                                                             |                                                             |                                                             |                                                             |                                                             |                                                             | Roman Sanguszko   | Roman Sanguszko   | Roman Sanguszko   | Roman Sanguszko   | Roman Sanguszko                                                                     | Roman Sanguszko                                                                     |                                                                                     |                                                                                     |                                                                                     |                                                                                     |                     |                     |                     |                     |                   |                   |                   |                   |                 |                 |                 |                 |  |  |  |  |  |  |  |  |  |  |  |  |  |  |  |  |  |  |  |  |  |  |  |  |
|  |  |                          |                          |                                                                             |                                                                             |                                                                             |                                                                             |                                                                             |                                                                             |                                                                                   |                                                                                   |                                                                                   |                                                                                   |                                                                                   |                                                                                   | | | | | | |                                                                                     |                                                                                     |                                                                                     |                                                                                     |                         |                         |                                                                                       |                                                                                       | |                                                                                       |                                                                                       |                                                                                       |                                                                                      |                                                                                      |                                                                                      |                                                                                      |                                              |                                              |                                                                          |                                                                          |                                                                          |                                                                          |                                                                          |                                                                          |                        |                        |                        |                        |                                                                     |                                                             |                                                             |                                                             |                                                             |                                                             |                             |                             |                             |                             |                                                             |                                                             |                                                             |                                                             |                                                             |                                                             |                   |                   |                   |                   |                                                                                     |                                                                                     |                                                                                     |                                                                                     |                                                                                     |                                                                                     |                     |                     |                     |                     |                   |                   |                   |                   |                 |                 |                 |                 |  |  |  |  |  |  |  |  |  |  |  |  |  |  |  |  |  |  |  |  |  |  |  |  |
|  |  |                          |                          |                                                                             |                                                                             |                                                                             |                                                                             |                                                                             |                                                                             |                                                                                   |                                                                                   |                                                                                   |                                                                                   | Aleksander Wisniowiecki                                                           | Aleksander Wisniowiecki                                                           | Aleksander Wisniowiecki                                                                                         | Aleksander Wisniowiecki                                                                                         | Aleksander Wisniowiecki                                                                                         | Aleksander Wisniowiecki                                                                                         | | |                                                                                     |                                                                                     |                                                                                     |                                                                                     |                         |                         |                                                                                       |                                                                                       | |                                                                                       |                                                                                       |                                                                                       |                                                                                      |                                                                                      |                                                                                      |                                                                                      |                                              |                                              |                                                                          |                                                                          | Ivan Wisniowiecki                                                        | Ivan Wisniowiecki                                                        | Ivan Wisniowiecki                                                        | Ivan Wisniowiecki                                                        | Ivan Wisniowiecki      | Ivan Wisniowiecki      |                        |                        |                                                                     |                                                             |                                                             |                                                             |                                                             |                                                             |                             |                             | Stanislaw Radziminski       | Stanislaw Radziminski       | Stanislaw Radziminski                                       | Stanislaw Radziminski                                       | Stanislaw Radziminski                                       | Stanislaw Radziminski                                       |                                                             |                                                             | Fiodora Sanguszko | Fiodora Sanguszko | Fiodora Sanguszko | Fiodora Sanguszko | Fiodora Sanguszko                                                                   | Fiodora Sanguszko                                                                   |                                                                                     |                                                                                     | Andrzej Leszczynski                                                                 | Andrzej Leszczynski                                                                 | Andrzej Leszczynski | Andrzej Leszczynski | Andrzej Leszczynski | Andrzej Leszczynski |                   |                   | Anna Firlejówna   | Anna Firlejówna   | Anna Firlejówna | Anna Firlejówna | Anna Firlejówna | Anna Firlejówna |  |  |  |  |  |  |  |  |  |  |  |  |  |  |  |  |  |  |  |  |  |  |  |  |
|  |  |                          |                          |                                                                             |                                                                             |                                                                             |                                                                             |                                                                             |                                                                             |                                                                                   |                                                                                   |                                                                                   |                                                                                   | Aleksander Wisniowiecki                                                           | Aleksander Wisniowiecki                                                           | Aleksander Wisniowiecki                                                                                         | Aleksander Wisniowiecki                                                                                         | Aleksander Wisniowiecki                                                                                         | Aleksander Wisniowiecki                                                                                         | | |                                                                                     |                                                                                     |                                                                                     |                                                                                     |                         |                         |                                                                                       |                                                                                       | |                                                                                       |                                                                                       |                                                                                       |                                                                                      |                                                                                      |                                                                                      |                                                                                      |                                              |                                              |                                                                          |                                                                          | Ivan Wisniowiecki                                                        | Ivan Wisniowiecki                                                        | Ivan Wisniowiecki                                                        | Ivan Wisniowiecki                                                        | Ivan Wisniowiecki      | Ivan Wisniowiecki      |                        |                        |                                                                     |                                                             |                                                             |                                                             |                                                             |                                                             |                             |                             | Stanislaw Radziminski       | Stanislaw Radziminski       | Stanislaw Radziminski                                       | Stanislaw Radziminski                                       | Stanislaw Radziminski                                       | Stanislaw Radziminski                                       |                                                             |                                                             | Fiodora Sanguszko | Fiodora Sanguszko | Fiodora Sanguszko | Fiodora Sanguszko | Fiodora Sanguszko                                                                   | Fiodora Sanguszko                                                                   |                                                                                     |                                                                                     | Andrzej Leszczynski                                                                 | Andrzej Leszczynski                                                                 | Andrzej Leszczynski | Andrzej Leszczynski | Andrzej Leszczynski | Andrzej Leszczynski |                   |                   | Anna Firlejówna   | Anna Firlejówna   | Anna Firlejówna | Anna Firlejówna | Anna Firlejówna | Anna Firlejówna |  |  |  |  |  |  |  |  |  |  |  |  |  |  |  |  |  |  |  |  |  |  |  |  |
|  |  |                          |                          |                                                                             |                                                                             |                                                                             |                                                                             |                                                                             |                                                                             |                                                                                   |                                                                                   |                                                                                   |                                                                                   |                                                                                   |                                                                                   | | | | | | |                                                                                     |                                                                                     |                                                                                     |                                                                                     |                         |                         |                                                                                       |                                                                                       | |                                                                                       |                                                                                       |                                                                                       |                                                                                      |                                                                                      |                                                                                      |                                                                                      |                                              |                                              |                                                                          |                                                                          |                                                                          |                                                                          |                                                                          |                                                                          |                        |                        |                        |                        |                                                                     |                                                             |                                                             |                                                             |                                                             |                                                             |                             |                             |                             |                             |                                                             |                                                             |                                                             |                                                             |                                                             |                                                             |                   |                   |                   |                   |                                                                                     |                                                                                     |                                                                                     |                                                                                     |                                                                                     |                                                                                     |                     |                     |                     |                     |                   |                   |                   |                   |                 |                 |                 |                 |  |  |  |  |  |  |  |  |  |  |  |  |  |  |  |  |  |  |  |  |  |  |  |  |
|  |  |                          |                          |                                                                             |                                                                             |                                                                             |                                                                             |                                                                             |                                                                             |                                                                                   |                                                                                   |                                                                                   |                                                                                   |                                                                                   |                                                                                   | | | | | | |                                                                                     |                                                                                     |                                                                                     |                                                                                     |                         |                         |                                                                                       |                                                                                       | |                                                                                       |                                                                                       |                                                                                       |                                                                                      |                                                                                      |                                                                                      |                                                                                      |                                              |                                              |                                                                          |                                                                          |                                                                          |                                                                          |                                                                          |                                                                          |                        |                        |                        |                        |                                                                     |                                                             |                                                             |                                                             |                                                             |                                                             |                             |                             |                             |                             |                                                             |                                                             |                                                             |                                                             |                                                             |                                                             |                   |                   |                   |                   |                                                                                     |                                                                                     |                                                                                     |                                                                                     |                                                                                     |                                                                                     |                     |                     |                     |                     |                   |                   |                   |                   |                 |                 |                 |                 |  |  |  |  |  |  |  |  |  |  |  |  |  |  |  |  |  |  |  |  |  |  |  |  |
|  |  |                          |                          |                                                                             |                                                                             |                                                                             |                                                                             |                                                                             |                                                                             |                                                                                   |                                                                                   |                                                                                   |                                                                                   | Michal Wisniowiecki                                                               | Michal Wisniowiecki                                                               | Michal Wisniowiecki                                                                                             | Michal Wisniowiecki                                                                                             | Michal Wisniowiecki                                                                                             | Michal Wisniowiecki                                                                                             | | | Constantin Wisniowiecki                                                             | Constantin Wisniowiecki                                                             | Constantin Wisniowiecki                                                             | Constantin Wisniowiecki                                                             | Constantin Wisniowiecki | Constantin Wisniowiecki |                                                                                       |                                                                                       | |                                                                                       |                                                                                       |                                                                                       |                                                                                      |                                                                                      |                                                                                      |                                                                                      |                                              |                                              |                                                                          |                                                                          |                                                                          |                                                                          |                                                                          |                                                                          | Andrzej Wisniowiecki   | Andrzej Wisniowiecki   | Andrzej Wisniowiecki   | Andrzej Wisniowiecki   | Andrzej Wisniowiecki                                                | Andrzej Wisniowiecki                                        |                                                             |                                                             |                                                             |                                                             |                             |                             |                             |                             |                                                             |                                                             | Anna Radziminska                                            | Anna Radziminska                                            | Anna Radziminska                                            | Anna Radziminska                                            | Anna Radziminska  | Anna Radziminska  |                   |                   |                                                                                     |                                                                                     |                                                                                     |                                                                                     |                                                                                     |                                                                                     |                     |                     | Rafal Leszczynski   | Rafal Leszczynski   | Rafal Leszczynski | Rafal Leszczynski | Rafal Leszczynski | Rafal Leszczynski |                 |                 |                 |                 |  |  |  |  |  |  |  |  |  |  |  |  |  |  |  |  |  |  |  |  |  |  |  |  |
|  |  |                          |                          |                                                                             |                                                                             |                                                                             |                                                                             |                                                                             |                                                                             |                                                                                   |                                                                                   |                                                                                   |                                                                                   | Michal Wisniowiecki                                                               | Michal Wisniowiecki                                                               | Michal Wisniowiecki                                                                                             | Michal Wisniowiecki                                                                                             | Michal Wisniowiecki                                                                                             | Michal Wisniowiecki                                                                                             | | | Constantin Wisniowiecki                                                             | Constantin Wisniowiecki                                                             | Constantin Wisniowiecki                                                             | Constantin Wisniowiecki                                                             | Constantin Wisniowiecki | Constantin Wisniowiecki |                                                                                       |                                                                                       | |                                                                                       |                                                                                       |                                                                                       |                                                                                      |                                                                                      |                                                                                      |                                                                                      |                                              |                                              |                                                                          |                                                                          |                                                                          |                                                                          |                                                                          |                                                                          | Andrzej Wisniowiecki   | Andrzej Wisniowiecki   | Andrzej Wisniowiecki   | Andrzej Wisniowiecki   | Andrzej Wisniowiecki                                                | Andrzej Wisniowiecki                                        |                                                             |                                                             |                                                             |                                                             |                             |                             |                             |                             |                                                             |                                                             | Anna Radziminska                                            | Anna Radziminska                                            | Anna Radziminska                                            | Anna Radziminska                                            | Anna Radziminska  | Anna Radziminska  |                   |                   |                                                                                     |                                                                                     |                                                                                     |                                                                                     |                                                                                     |                                                                                     |                     |                     | Rafal Leszczynski   | Rafal Leszczynski   | Rafal Leszczynski | Rafal Leszczynski | Rafal Leszczynski | Rafal Leszczynski |                 |                 |                 |                 |  |  |  |  |  |  |  |  |  |  |  |  |  |  |  |  |  |  |  |  |  |  |  |  |
|  |  |                          |                          |                                                                             |                                                                             |                                                                             |                                                                             |                                                                             |                                                                             |                                                                                   |                                                                                   |                                                                                   |                                                                                   |                                                                                   |                                                                                   | | | | | | |                                                                                     |                                                                                     |                                                                                     |                                                                                     |                         |                         |                                                                                       |                                                                                       | |                                                                                       |                                                                                       |                                                                                       |                                                                                      |                                                                                      |                                                                                      |                                                                                      |                                              |                                              |                                                                          |                                                                          |                                                                          |                                                                          |                                                                          |                                                                          |                        |                        |                        |                        |                                                                     |                                                             |                                                             |                                                             |                                                             |                                                             |                             |                             |                             |                             |                                                             |                                                             |                                                             |                                                             |                                                             |                                                             |                   |                   |                   |                   |                                                                                     |                                                                                     |                                                                                     |                                                                                     |                                                                                     |                                                                                     |                     |                     |                     |                     |                   |                   |                   |                   |                 |                 |                 |                 |  |  |  |  |  |  |  |  |  |  |  |  |  |  |  |  |  |  |  |  |  |  |  |  |
|  |  |                          |                          |                                                                             |                                                                             |                                                                             |                                                                             |                                                                             |                                                                             |                                                                                   |                                                                                   |                                                                                   |                                                                                   | Michal Wisniowiecki                                                               | Michal Wisniowiecki                                                               | Michal Wisniowiecki                                                                                             | Michal Wisniowiecki                                                                                             | Michal Wisniowiecki                                                                                             | Michal Wisniowiecki                                                                                             | | | Constantin Wisniowiecki                                                             | Constantin Wisniowiecki                                                             | Constantin Wisniowiecki                                                             | Constantin Wisniowiecki                                                             | Constantin Wisniowiecki | Constantin Wisniowiecki |                                                                                       |                                                                                       | |                                                                                       |                                                                                       |                                                                                       |                                                                                      |                                                                                      |                                                                                      |                                                                                      |                                              |                                              |                                                                          |                                                                          |                                                                          |                                                                          |                                                                          |                                                                          | Alexandra Wisniowiecka | Alexandra Wisniowiecka | Alexandra Wisniowiecka | Alexandra Wisniowiecka | Alexandra Wisniowiecka                                              | Alexandra Wisniowiecka                                      |                                                             |                                                             | Jerzy Czartoryski                                           | Jerzy Czartoryski                                           | Jerzy Czartoryski           | Jerzy Czartoryski           | Jerzy Czartoryski           | Jerzy Czartoryski           |                                                             |                                                             |                                                             |                                                             |                                                             |                                                             |                   |                   |                   |                   | Bogusław Leszczyński                                                                | Bogusław Leszczyński                                                                | Bogusław Leszczyński                                                                | Bogusław Leszczyński                                                                | Bogusław Leszczyński                                                                | Bogusław Leszczyński                                                                |                     |                     |                     |                     |                   |                   |                   |                   |                 |                 |                 |                 |  |  |  |  |  |  |  |  |  |  |  |  |  |  |  |  |  |  |  |  |  |  |  |  |
|  |  |                          |                          |                                                                             |                                                                             |                                                                             |                                                                             |                                                                             |                                                                             |                                                                                   |                                                                                   |                                                                                   |                                                                                   | Michal Wisniowiecki                                                               | Michal Wisniowiecki                                                               | Michal Wisniowiecki                                                                                             | Michal Wisniowiecki                                                                                             | Michal Wisniowiecki                                                                                             | Michal Wisniowiecki                                                                                             | | | Constantin Wisniowiecki                                                             | Constantin Wisniowiecki                                                             | Constantin Wisniowiecki                                                             | Constantin Wisniowiecki                                                             | Constantin Wisniowiecki | Constantin Wisniowiecki |                                                                                       |                                                                                       | |                                                                                       |                                                                                       |                                                                                       |                                                                                      |                                                                                      |                                                                                      |                                                                                      |                                              |                                              |                                                                          |                                                                          |                                                                          |                                                                          |                                                                          |                                                                          | Alexandra Wisniowiecka | Alexandra Wisniowiecka | Alexandra Wisniowiecka | Alexandra Wisniowiecka | Alexandra Wisniowiecka                                              | Alexandra Wisniowiecka                                      |                                                             |                                                             | Jerzy Czartoryski                                           | Jerzy Czartoryski                                           | Jerzy Czartoryski           | Jerzy Czartoryski           | Jerzy Czartoryski           | Jerzy Czartoryski           |                                                             |                                                             |                                                             |                                                             |                                                             |                                                             |                   |                   |                   |                   | Bogusław Leszczyński                                                                | Bogusław Leszczyński                                                                | Bogusław Leszczyński                                                                | Bogusław Leszczyński                                                                | Bogusław Leszczyński                                                                | Bogusław Leszczyński                                                                |                     |                     |                     |                     |                   |                   |                   |                   |                 |                 |                 |                 |  |  |  |  |  |  |  |  |  |  |  |  |  |  |  |  |  |  |  |  |  |  |  |  |
|  |  |                          |                          |                                                                             |                                                                             |                                                                             |                                                                             |                                                                             |                                                                             |                                                                                   |                                                                                   |                                                                                   |                                                                                   |                                                                                   |                                                                                   | | | | | | |                                                                                     |                                                                                     |                                                                                     |                                                                                     |                         |                         |                                                                                       |                                                                                       | |                                                                                       |                                                                                       |                                                                                       |                                                                                      |                                                                                      |                                                                                      |                                                                                      |                                              |                                              |                                                                          |                                                                          |                                                                          |                                                                          |                                                                          |                                                                          |                        |                        |                        |                        |                                                                     |                                                             |                                                             |                                                             |                                                             |                                                             |                             |                             |                             |                             |                                                             |                                                             |                                                             |                                                             |                                                             |                                                             |                   |                   |                   |                   |                                                                                     |                                                                                     |                                                                                     |                                                                                     |                                                                                     |                                                                                     |                     |                     |                     |                     |                   |                   |                   |                   |                 |                 |                 |                 |  |  |  |  |  |  |  |  |  |  |  |  |  |  |  |  |  |  |  |  |  |  |  |  |
|  |  |                          |                          |                                                                             |                                                                             |                                                                             |                                                                             |                                                                             |                                                                             |                                                                                   |                                                                                   |                                                                                   |                                                                                   | Jérémy Wisniowiecki                                                               | Jérémy Wisniowiecki                                                               | Jérémy Wisniowiecki                                                                                             | Jérémy Wisniowiecki                                                                                             | Jérémy Wisniowiecki                                                                                             | Jérémy Wisniowiecki                                                                                             | | | Marianna Wisniowiecka                                                               | Marianna Wisniowiecka                                                               | Marianna Wisniowiecka                                                               | Marianna Wisniowiecka                                                               | Marianna Wisniowiecka   | Marianna Wisniowiecka   |                                                                                       |                                                                                       | Jakub Sobieski                                                                                        | Jakub Sobieski                                                                        | Jakub Sobieski                                                                        | Jakub Sobieski                                                                        | Jakub Sobieski                                                                       | Jakub Sobieski                                                                       |                                                                                      |                                                                                      | Zofia Teofila Danilowicz                     | Zofia Teofila Danilowicz                     | Zofia Teofila Danilowicz                                                 | Zofia Teofila Danilowicz                                                 | Zofia Teofila Danilowicz                                                 | Zofia Teofila Danilowicz                                                 |                                                                          |                                                                          |                        |                        |                        |                        | Mikołaj Jerzy Czartoryski voïvode de Podolie et de Volhynie         | Mikołaj Jerzy Czartoryski voïvode de Podolie et de Volhynie | Mikołaj Jerzy Czartoryski voïvode de Podolie et de Volhynie | Mikołaj Jerzy Czartoryski voïvode de Podolie et de Volhynie | Mikołaj Jerzy Czartoryski voïvode de Podolie et de Volhynie | Mikołaj Jerzy Czartoryski voïvode de Podolie et de Volhynie |                             |                             |                             |                             |                                                             |                                                             |                                                             |                                                             |                                                             |                                                             |                   |                   |                   |                   | Rafal Leszczynski                                                                   | Rafal Leszczynski                                                                   | Rafal Leszczynski                                                                   | Rafal Leszczynski                                                                   | Rafal Leszczynski                                                                   | Rafal Leszczynski                                                                   |                     |                     |                     |                     |                   |                   |                   |                   |                 |                 |                 |                 |  |  |  |  |  |  |  |  |  |  |  |  |  |  |  |  |  |  |  |  |  |  |  |  |
|  |  |                          |                          |                                                                             |                                                                             |                                                                             |                                                                             |                                                                             |                                                                             |                                                                                   |                                                                                   |                                                                                   |                                                                                   | Jérémy Wisniowiecki                                                               | Jérémy Wisniowiecki                                                               | Jérémy Wisniowiecki                                                                                             | Jérémy Wisniowiecki                                                                                             | Jérémy Wisniowiecki                                                                                             | Jérémy Wisniowiecki                                                                                             | | | Marianna Wisniowiecka                                                               | Marianna Wisniowiecka                                                               | Marianna Wisniowiecka                                                               | Marianna Wisniowiecka                                                               | Marianna Wisniowiecka   | Marianna Wisniowiecka   |                                                                                       |                                                                                       | Jakub Sobieski                                                                                        | Jakub Sobieski                                                                        | Jakub Sobieski                                                                        | Jakub Sobieski                                                                        | Jakub Sobieski                                                                       | Jakub Sobieski                                                                       |                                                                                      |                                                                                      | Zofia Teofila Danilowicz                     | Zofia Teofila Danilowicz                     | Zofia Teofila Danilowicz                                                 | Zofia Teofila Danilowicz                                                 | Zofia Teofila Danilowicz                                                 | Zofia Teofila Danilowicz                                                 |                                                                          |                                                                          |                        |                        |                        |                        | Mikołaj Jerzy Czartoryski voïvode de Podolie et de Volhynie         | Mikołaj Jerzy Czartoryski voïvode de Podolie et de Volhynie | Mikołaj Jerzy Czartoryski voïvode de Podolie et de Volhynie | Mikołaj Jerzy Czartoryski voïvode de Podolie et de Volhynie | Mikołaj Jerzy Czartoryski voïvode de Podolie et de Volhynie | Mikołaj Jerzy Czartoryski voïvode de Podolie et de Volhynie |                             |                             |                             |                             |                                                             |                                                             |                                                             |                                                             |                                                             |                                                             |                   |                   |                   |                   | Rafal Leszczynski                                                                   | Rafal Leszczynski                                                                   | Rafal Leszczynski                                                                   | Rafal Leszczynski                                                                   | Rafal Leszczynski                                                                   | Rafal Leszczynski                                                                   |                     |                     |                     |                     |                   |                   |                   |                   |                 |                 |                 |                 |  |  |  |  |  |  |  |  |  |  |  |  |  |  |  |  |  |  |  |  |  |  |  |  |
|  |  |                          |                          |                                                                             |                                                                             |                                                                             |                                                                             |                                                                             |                                                                             |                                                                                   |                                                                                   |                                                                                   |                                                                                   |                                                                                   |                                                                                   | | | | | | |                                                                                     |                                                                                     |                                                                                     |                                                                                     |                         |                         |                                                                                       |                                                                                       | |                                                                                       |                                                                                       |                                                                                       |                                                                                      |                                                                                      |                                                                                      |                                                                                      |                                              |                                              |                                                                          |                                                                          |                                                                          |                                                                          |                                                                          |                                                                          |                        |                        |                        |                        |                                                                     |                                                             |                                                             |                                                             |                                                             |                                                             |                             |                             |                             |                             |                                                             |                                                             |                                                             |                                                             |                                                             |                                                             |                   |                   |                   |                   |                                                                                     |                                                                                     |                                                                                     |                                                                                     |                                                                                     |                                                                                     |                     |                     |                     |                     |                   |                   |                   |                   |                 |                 |                 |                 |  |  |  |  |  |  |  |  |  |  |  |  |  |  |  |  |  |  |  |  |  |  |  |  |
|  |  |                          |                          |                                                                             |                                                                             |                                                                             |                                                                             |                                                                             |                                                                             |                                                                                   |                                                                                   |                                                                                   |                                                                                   | Michał Wiśniowiecki roi de Pologne (1669-1673)                                    | Michał Wiśniowiecki roi de Pologne (1669-1673)                                    | Michał Wiśniowiecki roi de Pologne (1669-1673)                                                                  | Michał Wiśniowiecki roi de Pologne (1669-1673)                                                                  | Michał Wiśniowiecki roi de Pologne (1669-1673)                                                                  | Michał Wiśniowiecki roi de Pologne (1669-1673)                                                                  | | |                                                                                     |                                                                                     |                                                                                     |                                                                                     |                         |                         |                                                                                       |                                                                                       | |                                                                                       |                                                                                       |                                                                                       | Jean III Sobieski roi de Pologne (1674-1696)                                         | Jean III Sobieski roi de Pologne (1674-1696)                                         | Jean III Sobieski roi de Pologne (1674-1696)                                         | Jean III Sobieski roi de Pologne (1674-1696)                                         | Jean III Sobieski roi de Pologne (1674-1696) | Jean III Sobieski roi de Pologne (1674-1696) |                                                                          |                                                                          |                                                                          |                                                                          |                                                                          |                                                                          |                        |                        |                        |                        | Michał Jerzy Czartoryski duc de Klewan et de Zukow                  | Michał Jerzy Czartoryski duc de Klewan et de Zukow          | Michał Jerzy Czartoryski duc de Klewan et de Zukow          | Michał Jerzy Czartoryski duc de Klewan et de Zukow          | Michał Jerzy Czartoryski duc de Klewan et de Zukow          | Michał Jerzy Czartoryski duc de Klewan et de Zukow          |                             |                             |                             |                             |                                                             |                                                             |                                                             |                                                             |                                                             |                                                             |                   |                   |                   |                   | Stanislas Leszczyński roi de Pologne (1704-1709)                                    | Stanislas Leszczyński roi de Pologne (1704-1709)                                    | Stanislas Leszczyński roi de Pologne (1704-1709)                                    | Stanislas Leszczyński roi de Pologne (1704-1709)                                    | Stanislas Leszczyński roi de Pologne (1704-1709)                                    | Stanislas Leszczyński roi de Pologne (1704-1709)                                    |                     |                     |                     |                     |                   |                   |                   |                   |                 |                 |                 |                 |  |  |  |  |  |  |  |  |  |  |  |  |  |  |  |  |  |  |  |  |  |  |  |  |
|  |  |                          |                          |                                                                             |                                                                             |                                                                             |                                                                             |                                                                             |                                                                             |                                                                                   |                                                                                   |                                                                                   |                                                                                   | Michał Wiśniowiecki roi de Pologne (1669-1673)                                    | Michał Wiśniowiecki roi de Pologne (1669-1673)                                    | Michał Wiśniowiecki roi de Pologne (1669-1673)                                                                  | Michał Wiśniowiecki roi de Pologne (1669-1673)                                                                  | Michał Wiśniowiecki roi de Pologne (1669-1673)                                                                  | Michał Wiśniowiecki roi de Pologne (1669-1673)                                                                  | | |                                                                                     |                                                                                     |                                                                                     |                                                                                     |                         |                         |                                                                                       |                                                                                       | |                                                                                       |                                                                                       |                                                                                       | Jean III Sobieski roi de Pologne (1674-1696)                                         | Jean III Sobieski roi de Pologne (1674-1696)                                         | Jean III Sobieski roi de Pologne (1674-1696)                                         | Jean III Sobieski roi de Pologne (1674-1696)                                         | Jean III Sobieski roi de Pologne (1674-1696) | Jean III Sobieski roi de Pologne (1674-1696) |                                                                          |                                                                          |                                                                          |                                                                          |                                                                          |                                                                          |                        |                        |                        |                        | Michał Jerzy Czartoryski duc de Klewan et de Zukow                  | Michał Jerzy Czartoryski duc de Klewan et de Zukow          | Michał Jerzy Czartoryski duc de Klewan et de Zukow          | Michał Jerzy Czartoryski duc de Klewan et de Zukow          | Michał Jerzy Czartoryski duc de Klewan et de Zukow          | Michał Jerzy Czartoryski duc de Klewan et de Zukow          |                             |                             |                             |                             |                                                             |                                                             |                                                             |                                                             |                                                             |                                                             |                   |                   |                   |                   | Stanislas Leszczyński roi de Pologne (1704-1709)                                    | Stanislas Leszczyński roi de Pologne (1704-1709)                                    | Stanislas Leszczyński roi de Pologne (1704-1709)                                    | Stanislas Leszczyński roi de Pologne (1704-1709)                                    | Stanislas Leszczyński roi de Pologne (1704-1709)                                    | Stanislas Leszczyński roi de Pologne (1704-1709)                                    |                     |                     |                     |                     |                   |                   |                   |                   |                 |                 |                 |                 |  |  |  |  |  |  |  |  |  |  |  |  |  |  |  |  |  |  |  |  |  |  |  |  |
|  |  |                          |                          |                                                                             |                                                                             |                                                                             |                                                                             |                                                                             |                                                                             |                                                                                   |                                                                                   |                                                                                   |                                                                                   |                                                                                   |                                                                                   | | | | | | |                                                                                     |                                                                                     |                                                                                     |                                                                                     |                         |                         |                                                                                       |                                                                                       | |                                                                                       |                                                                                       |                                                                                       |                                                                                      |                                                                                      |                                                                                      |                                                                                      |                                              |                                              |                                                                          |                                                                          |                                                                          |                                                                          |                                                                          |                                                                          |                        |                        |                        |                        | Kazimierz Czartoryski prince Czartoryski, duc de Klewan et de Zukow |                                                             |                                                             |                                                             |                                                             |                                                             |                             |                             |                             |                             |                                                             |                                                             |                                                             |                                                             |                                                             |                                                             |                   |                   |                   |                   |                                                                                     |                                                                                     |                                                                                     |                                                                                     |                                                                                     |                                                                                     |                     |                     |                     |                     |                   |                   |                   |                   |                 |                 |                 |                 |  |  |  |  |  |  |  |  |  |  |  |  |  |  |  |  |  |  |  |  |  |  |  |  |
|  |  |                          |                          |                                                                             |                                                                             |                                                                             |                                                                             |                                                                             |                                                                             |                                                                                   |                                                                                   |                                                                                   |                                                                                   |                                                                                   |                                                                                   | | | | | | |                                                                                     |                                                                                     |                                                                                     |                                                                                     |                         |                         |                                                                                       |                                                                                       | |                                                                                       |                                                                                       |                                                                                       |                                                                                      |                                                                                      |                                                                                      |                                                                                      |                                              |                                              |                                                                          |                                                                          |                                                                          |                                                                          |                                                                          |                                                                          |                        |                        |                        |                        |                                                                     |                                                             |                                                             |                                                             |                                                             |                                                             |                             |                             |                             |                             |                                                             |                                                             |                                                             |                                                             |                                                             |                                                             |                   |                   |                   |                   |                                                                                     |                                                                                     |                                                                                     |                                                                                     |                                                                                     |                                                                                     |                     |                     |                     |                     |                   |                   |                   |                   |                 |                 |                 |                 |  |  |  |  |  |  |  |  |  |  |  |  |  |  |  |  |  |  |  |  |  |  |  |  |
|  |  |                          |                          |                                                                             |                                                                             |                                                                             |                                                                             |                                                                             |                                                                             |                                                                                   |                                                                                   |                                                                                   |                                                                                   |                                                                                   |                                                                                   | | | | | | |                                                                                     |                                                                                     |                                                                                     |                                                                                     |                         |                         |                                                                                       |                                                                                       | |                                                                                       |                                                                                       |                                                                                       |                                                                                      |                                                                                      |                                                                                      |                                                                                      |                                              |                                              |                                                                          |                                                                          |                                                                          |                                                                          |                                                                          |                                                                          |                        |                        |                        |                        | Konstancja Czartoryska épouse Stanislas Poniatowski                 |                                                             |                                                             |                                                             |                                                             |                                                             |                             |                             |                             |                             |                                                             |                                                             |                                                             |                                                             |                                                             |                                                             |                   |                   |                   |                   |                                                                                     |                                                                                     |                                                                                     |                                                                                     |                                                                                     |                                                                                     |                     |                     |                     |                     |                   |                   |                   |                   |                 |                 |                 |                 |  |  |  |  |  |  |  |  |  |  |  |  |  |  |  |  |  |  |  |  |  |  |  |  |
|  |  |                          |                          |                                                                             |                                                                             |                                                                             |                                                                             |                                                                             |                                                                             |                                                                                   |                                                                                   |                                                                                   |                                                                                   |                                                                                   |                                                                                   | | | | | | |                                                                                     |                                                                                     |                                                                                     |                                                                                     |                         |                         |                                                                                       |                                                                                       | |                                                                                       |                                                                                       |                                                                                       |                                                                                      |                                                                                      |                                                                                      |                                                                                      |                                              |                                              |                                                                          |                                                                          |                                                                          |                                                                          |                                                                          |                                                                          |                        |                        |                        |                        |                                                                     |                                                             |                                                             |                                                             |                                                             |                                                             |                             |                             |                             |                             |                                                             |                                                             |                                                             |                                                             |                                                             |                                                             |                   |                   |                   |                   |                                                                                     |                                                                                     |                                                                                     |                                                                                     |                                                                                     |                                                                                     |                     |                     |                     |                     |                   |                   |                   |                   |                 |                 |                 |                 |  |  |  |  |  |  |  |  |  |  |  |  |  |  |  |  |  |  |  |  |  |  |  |  |
|  |  |                          |                          |                                                                             |                                                                             |                                                                             |                                                                             |                                                                             |                                                                             |                                                                                   |                                                                                   |                                                                                   |                                                                                   |                                                                                   |                                                                                   | | | | | | |                                                                                     |                                                                                     |                                                                                     |                                                                                     |                         |                         |                                                                                       |                                                                                       | |                                                                                       |                                                                                       |                                                                                       |                                                                                      |                                                                                      |                                                                                      |                                                                                      |                                              |                                              |                                                                          |                                                                          |                                                                          |                                                                          |                                                                          |                                                                          |                        |                        |                        |                        | Stanislas II de Pologne roi de Pologne (1764-1795)                  |                                                             |                                                             |                                                             |                                                             |                                                             |                             |                             |                             |                             |                                                             |                                                             |                                                             |                                                             |                                                             |                                                             |                   |                   |                   |                   |                                                                                     |                                                                                     |                                                                                     |                                                                                     |                                                                                     |                                                                                     |                     |                     |                     |                     |                   |                   |                   |                   |                 |                 |                 |                 |  |  |  |  |  |  |  |  |  |  |  |  |  |  |  |  |  |  |  |  |  |  |  |  |

## Dans la culture

### Jeu vidéo
- Olgierd et son frère Kęstutis sont les protagonistes de la campagne lituanienne d'Age of Empires II: DE.

## Honneur
L'astéroïde (202092) Algirdas est nommé en son honneur.